# 김근수 (1934년)
김근수(1934년 11월 6일 ~ )는 대한민국의 정치인이다. 제13대 국회의원, 제7·8·9대 상주시장을 역임했다.

## 역대 선거 결과
|  | 51.92% |

|  | 34.63% |

|  | 31.07% |

|  | 71.67% |

|  | 54.83% |